# Час відпочинку

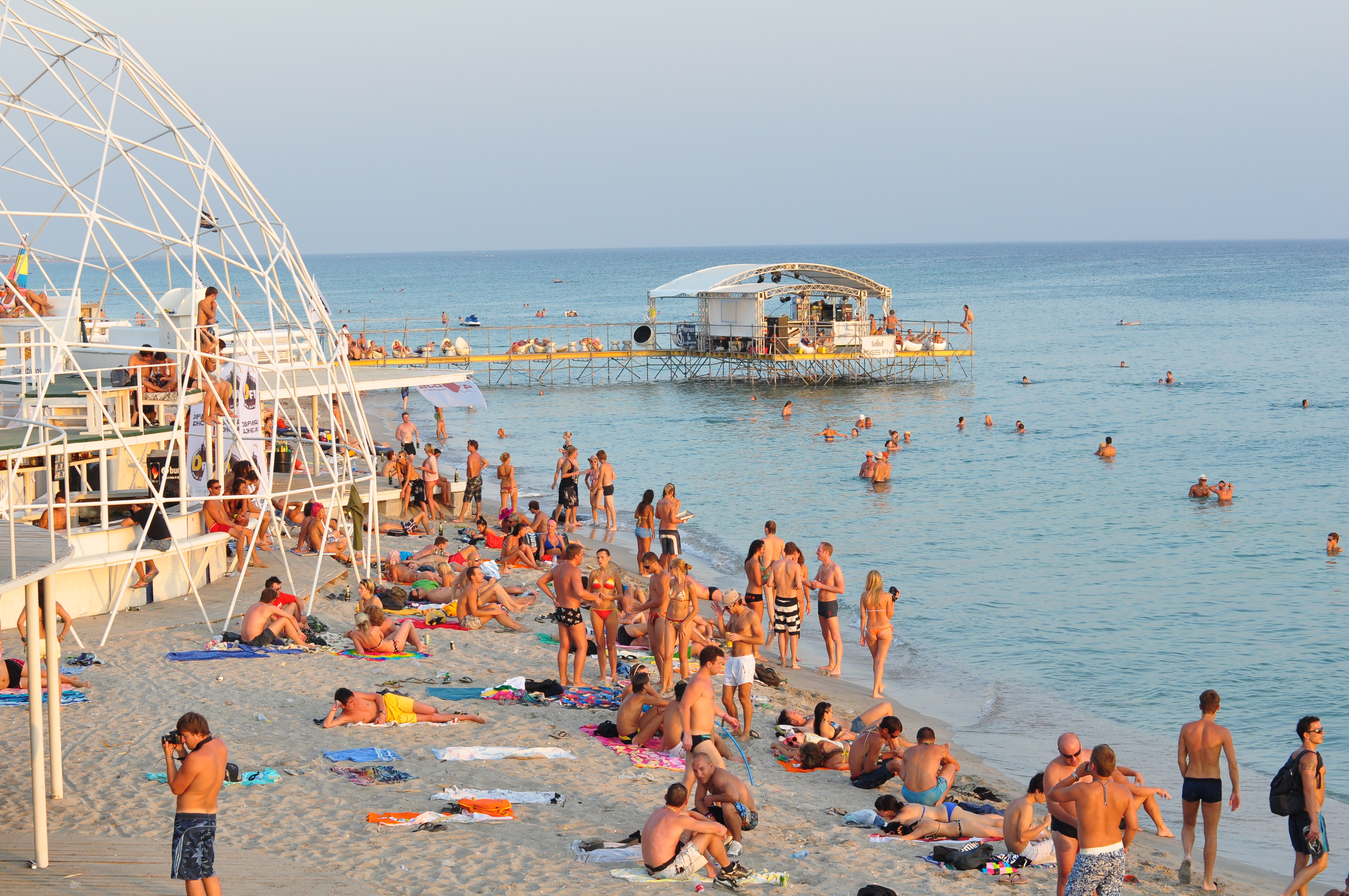
Республіка Казантип, 2010

Час відпочинку — час, протягом якого працівники вільні від обов'язку працювати і вправі використовувати його на свій розсуд. Офіційно визначений в главі V «Час відпочинку» Кодекс законів про працю України. Законодавець до нього відносить:
- перерва для відпочинку і харчування (ст. 66);
- вихідні дні (ст. 67, 68);
- святкові і неробочі дні (ст. 73);
- щорічні відпустки (ст. 74, 75, 76);
- творча відпустка (ст. 77);
- відпустка для підготовки та участі в змаганнях (ст 77-1).

Робота у вихідний день заборонена, за винятком встановленими Законом, але за обов'язковим письмовим наказом керівника підприємства (ст. 71).